# Jogos Sul-Americanos de 2006
Os Jogos Sul-Americanos de 2006 (em espanhol: Juegos Sudamericanos, em inglês: South American Games), decorridos entre 9 e 19 de novembro, foram realizados em Buenos Aires na Argentina, que sediou o evento pela segunda vez. 
Esta edição reuniu quinze nações, que competiram em 28 esportes em um total de 1.439 medalhas.

## Países participantes
- Antilhas Holandesas
- Argentina
- Aruba
- Bolívia
- Brasil
- Chile
- Colômbia
- Equador
- Guiana
- Panamá
- Paraguai
- Peru
- Suriname
- Uruguai
- Venezuela

## Esportes
| - Atletismo - Badminton - Basquetebol - Beisebol - Boxe - Canoagem - Ciclismo | - Equitação - Esgrima - Futebol - Ginástica - Halterofilismo - Handebol - Hóquei sobre grama | - Judô - Pentatlo moderno - Iatismo - Natação - Lutas - Remo - Softbol | - Taekwondo - Tênis - Tênis de mesa - Tiro com arco - Tiro desportivo - Triatlo - Voleibol |

## Quadro de medalhas
Fonte:  Organização Desportiva Sul-Americana (ODESUR). País anfitrião em negrito.
| Ordem                   | País                  | Medalha de ouro | Medalha de prata | Medalha de bronze | Total |
| ----------------------- | --------------------- | --------------- | ---------------- | ----------------- | ----- |
| Tabela ao Fim dos jogos |                       |                 |                  |                   |       |
| 1                       | Argentina             | 107             | 96               | 93                | 296   |
| 2                       | Venezuela             | 98              | 85               | 101               | 284   |
| 3                       | Colômbia              | 97              | 72               | 74                | 243   |
| 4                       | Brasil                | 96              | 105              | 101               | 302   |
| 5                       | Chile                 | 37              | 42               | 59                | 138   |
| 6                       | Equador               | 14              | 27               | 38                | 79    |
| 7                       | Peru                  | 8               | 13               | 22                | 43    |
| 8                       | Uruguai               | 4               | 9                | 13                | 26    |
| 9                       | Paraguai              | 2               | 4                | 5                 | 11    |
| 10                      | Guiana                | 1               | 1                | 0                 | 2     |
| 11                      | Bolívia               | 0               | 2                | 5                 | 7     |
| 12                      | Panamá                | 0               | 2                | 1                 | 3     |
| 13                      | Aruba                 | 0               | 1                | 1                 | 2     |
| 14                      | Antilhas Neerlandesas | 0               | 0                | 2                 | 2     |
| 15                      | Suriname              | 0               | 0                | 1                 | 1     |
| TOTAL                   | TOTAL                 | 464             | 459              | 516               | 1439  |

| Ordem                                       | País                  | Medalha de ouro | Medalha de prata | Medalha de bronze | Total |
| ------------------------------------------- | --------------------- | --------------- | ---------------- | ----------------- | ----- |
| Tabela após a Resolução do Comitê Executivo |                       |                 |                  |                   |       |
| 1                                           | Argentina             | 107             | 96               | 89                | 292   |
| 2                                           | Brasil                | 97              | 106              | 101               | 304   |
| 3                                           | Colômbia              | 97              | 72               | 79                | 248   |
| 4                                           | Venezuela             | 96              | 85               | 97                | 278   |
| 5                                           | Chile                 | 37              | 42               | 58                | 137   |
| 6                                           | Equador               | 14              | 27               | 40                | 81    |
| 7                                           | Peru                  | 8               | 13               | 22                | 43    |
| 8                                           | Uruguai               | 4               | 9                | 13                | 26    |
| 9                                           | Paraguai              | 2               | 4                | 5                 | 11    |
| 10                                          | Guiana                | 1               | 1                | 0                 | 2     |
| 11                                          | Bolívia               | 0               | 2                | 5                 | 7     |
| 12                                          | Panamá                | 0               | 2                | 1                 | 3     |
| 13                                          | Aruba                 | 0               | 1                | 1                 | 2     |
| 14                                          | Antilhas Neerlandesas | 0               | 0                | 2                 | 2     |
| 15                                          | Suriname              | 0               | 0                | 1                 | 1     |
| TOTAL                                       | TOTAL                 | 463             | 460              | 514               | 1437  |